# Aguinaldo de Jesus
Aguinaldo Silva de Oliveira (Rio de Janeiro, RJ, 24 de setembro de 1965), mais conhecido como Aguinaldo de Jesus é um político brasileiro, radialista e pastor evangélico.

## Biografia
Veio para Brasília em 1994 e desde então começou a trabalhar na cidade. Iniciou sendo funcionário do Banco Central e posteriormente foi radialista. Ingressou na carreira política em 1998, sendo eleito deputado distrital em 1999 com mais de 23 mil votos.
Aguinaldo de Jesus está em seu terceiro mandato. Em sua primeira legislatura, ocupou a presidência da Comissão de Defesa do Consumidor e a vice-presidência da Comissão de Economia, Orçamento e Finanças. No segundo mandato, foi vice-presidente da Comissão de Segurança. Em seu terceiro mandato exerceu o cargo de primeiro-secretário para o biênio 2007-2008, até ser nomeado Secretário de Esporte do Governo do Distrito Federal no dia 02 de agosto de 2007.
Atualmente, Aguinaldo de Jesus mantém doze unidades do Projeto Ler e Escrever, de alfabetização para jovens e adultos, em diversas Regiões Administrativas do Distrito Federal.
Já recebeu várias condecorações, entre elas a Medalha Grão Mestre da Ordem do Mérito de Brasília, Medalha Imperador D. Pedro II, Medalha Mérito Alvorada e Medalha Alferes José Joaquim da Silva Xavier.